# Барбоза, Аугустин
Агусти́н Пи́о Барбо́за (исп. Agustín Pío Barboza; 5 мая 1913, Асунсьон — 18 декабря 1998, там же) — парагвайский певец и композитор. Представитель парагвайской музыки — стиля гуарани.

## Биография
В 1929 году отправился в Буэнос-Айрес, где стал работать моряком на борту корабля под аргентинским флагом. Одновременно занялся музыкальной деятельностью, познакомился с Базилио Мелгареджо Молинасом («Мелга»), к паре с которым сформировал дуэт, а затем — трио Мелгареджо-Барбоза-Фелиу.
В 1947 году вошёл в состав трио парагвайцев «Los Paraguayos Threesome» с Digno García и Луисом Альберто дель Парана. Совершил турне по Мексике, затем Кубе, Центральной Америке. В начале 1950-х годов гастролировал по странам Южной и Центральной Америки, Мексике, США и Европе в качестве солиста или в составе различных музыкальныхми групп.
В 1954 году выступал с «Trio Los Paraguayos». В Европе они подписали контракт с голландской звукозаписывающей компанией Philips. Эти отношения длились много лет. Их прозвали «послами парагвайской музыки».
В 1957 году А. Барбо́за организовал свою собственную группу «Barboza y sus compañeros» с Рамоном Мендосой, Леонардо Фигероа и Карлосом Центурионом, продолжая гастролировать по Европе и Ближнему Востоку.
В 1962 году, поселившись в Парагвае, женился на певице Ивере (Francisca Zayas), образовав художественный семейный дуэт. 
В 1994 году правительство Парагвая наградило Барбозу Национальным орденом за заслуги в деле распространения и популяризации парагвайской музыки.
В 1996 году он написал автобиографическую книгу под названием «Ruego y Camino».
В 1997 году выиграл Национальную премию Парагвая по музыке.

## Избранные произведения
Барбоза создал около 80 песен.
- «Alma vibrante»,
- «Flor de Pilar»,
- «Mi patria soñada»,
- «Sobre el Corazón de mi guitarra»,
- «Muchachita campesina»
- «Mis joyas de Buenos Aires»
- «Dulce tierra mía»,
- «Serenata»,
- «Viva la vida, viva el amor»
- «Muchacha dorada» ,
- «Oimeva che roga»,
- «Oñomdiovemi»
- «Reservista purahei»,
- «Emociones de mi tierra»
- «Ruego y camino»,
- «Sombras de ausencia»,
- «Voz del viejo río».